# Locomotiva termica

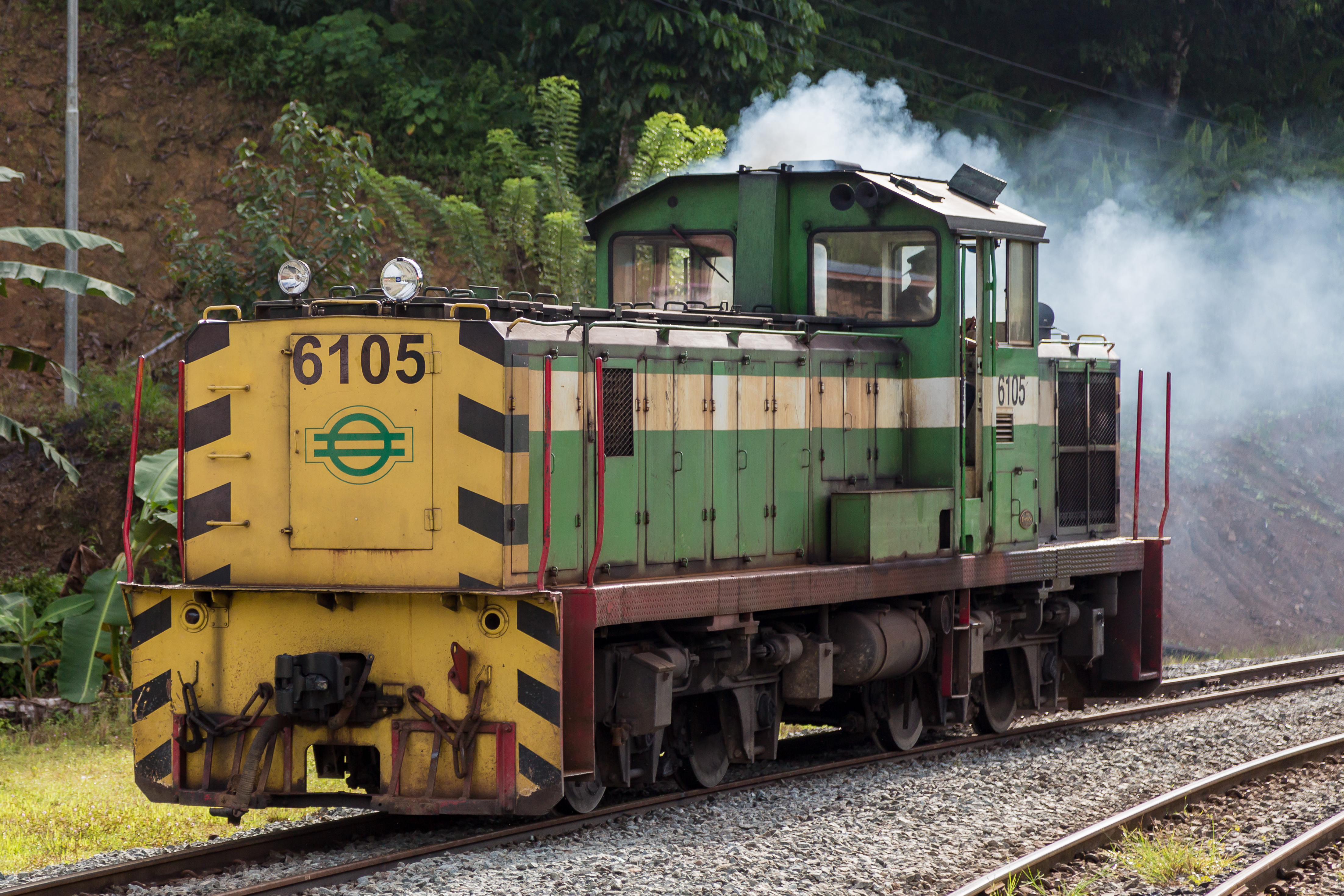

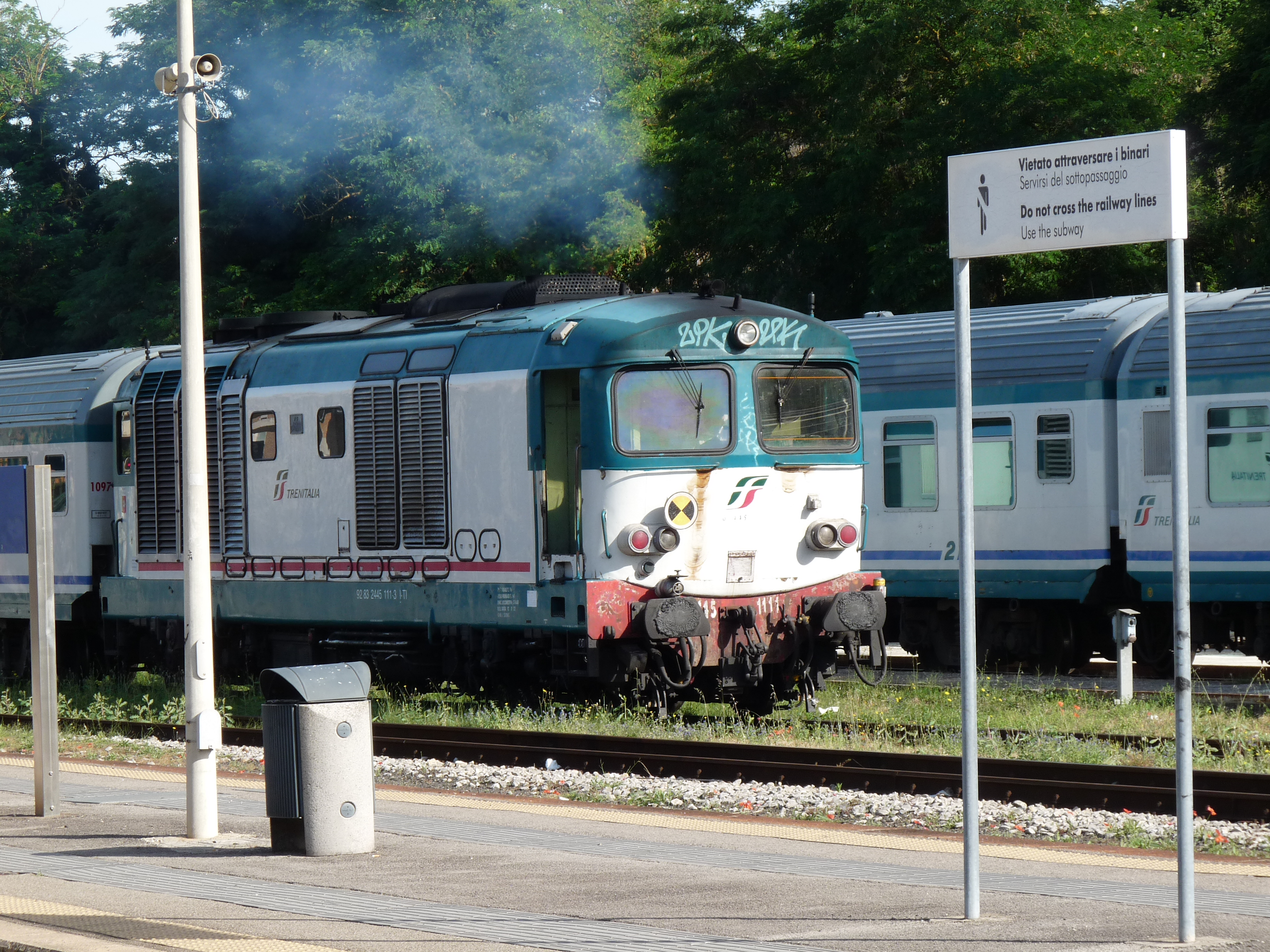
Locomotiva diesel italiana del gruppo D.445 al traino di un treno regionale.

La locomotiva termica è una macchina atta a trainare veicoli per trasporto di merci o di viaggiatori su linea ferrata che utilizza uno o più motori endotermici come propulsore. Può essere a trasmissione meccanica, idraulica o elettrica. Data la quasi totale diffusione dell'uso di motori Diesel viene più spesso indicata come locomotiva Diesel (o "endotermica", per distinguerla dalle locomotive con generatore del vapore esterno al motore vero e proprio, come le locomotive a vapore o a turbina, che sono definite "esotermiche").

## Storia

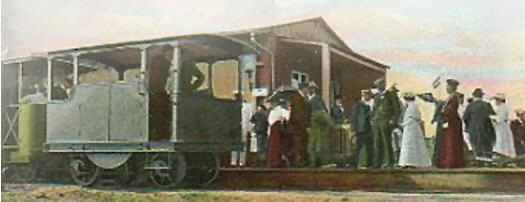
Piccola locomotiva a benzolo della Inselbahn Juist, (Isole Frisone Orientali) nel 1902

I primi tentativi di applicare un motore endotermico per la costruzione di locomotive vennero fatti già alla fine del XIX secolo ma senza alcun successo pratico. Le principali difficoltà riguardavano proprio la caratteristica meccanica di tali tipologie di motori, che presentano una scarsa coppia motrice allo spunto e richiedono quindi l'uso di convertitori di coppia piuttosto complessi. C'era anche il problema dei carburanti il cui costo era piuttosto elevato e la difficoltà di gestirne il ciclo di combustione. Vennero sperimentate alimentazioni a benzolo, a benzina, a nafta, poi a gas e perfino a naftalina applicati a motori progettati per il ciclo Otto e per il ciclo Diesel.
Il primo esperimento di locomotiva diesel a trasmissione diretta, costruito da Sulzer e Borsig, fu tentato nell'estate del 1912, sulla ferrovia Winterthur-Romanshorn, in Svizzera ma con poco successo; ci pensò poi lo scoppio della prima guerra mondiale, nel 1914, a bloccare tutto.
Negli Stati Uniti, nel 1917 la General Electric costruì il suo primo prototipo di locomotiva diesel-elettrica. In seguito, nel 1923 quando con il Kaufman Act venne bandito l'uso delle locomotive a vapore da New York venne incentivata sia l'elettrificazione che l'uso di sistemi di trazione alternativi come quello termico.
A partire dalla metà degli anni venti vari costruttori statunitensi iniziarono la produzione di locomotive diesel-elettriche che gradatamente divennero sempre più usate anche alla trazione di treni di prestigio e a lunga percorrenza.
Nel 1922 venne costruita dalla Fiat la prima locomotiva diesel-elettrica italiana che venne impiegata per vario tempo sulla rete delle Calabro Lucane.

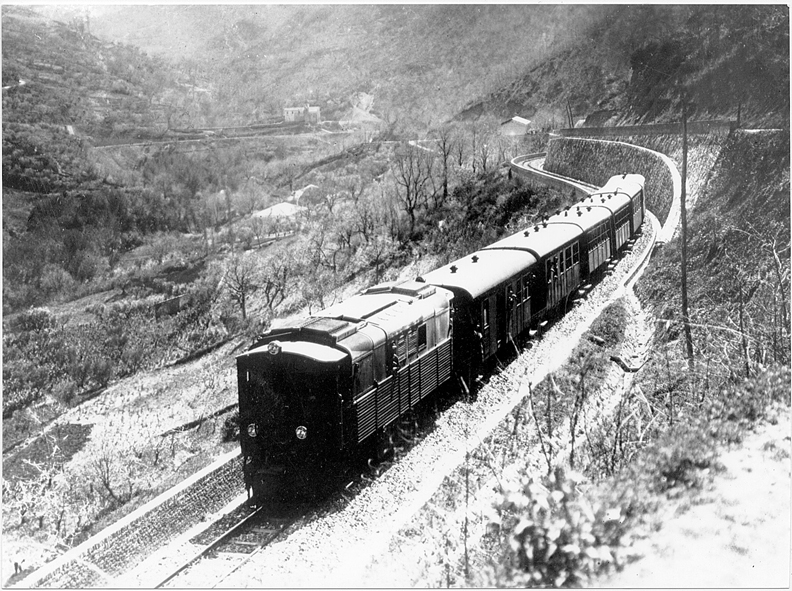
Locomotiva Diesel-elettrica da 440 CV delle Ferrovie Calabro Lucane, costruita dalla Fiat alla testa di un treno viaggiatori

Nell'Unione sovietica, nel 1924, due locomotive diesel-elettriche entrarono in servizio quasi contemporaneamente. La Ээл2 progettata da Yuri Lomonosov e costruita dalla tedesca Maschinenfabrik Esslingen e la Щэл1 progettata da Âkov Modestovič Gakkel' e costruita dalla Baltic Shipyard.
Nei primi anni venti anche l'Ansaldo costruì alcuni prototipi di locomotiva diesel, con trasmissione diretta a bielle, che vennero provate a lungo tra Sampierdarena, Savona e Albenga tra i mesi di marzo e maggio del 1928 ma che non sortirono tuttavia ordinazioni da parte delle FS. Nell'aprile del 1929, sulla Roma-Ostia venne provata una locomotiva diesel-Zarlatti, ma neanche questo esperimento ebbe seguito; il sistema aggirava il problema della trasmissione del moto utilizzando una locomotiva a vapore FS 910 adattata, senza caldaia e forno ma con i suoi meccanismi motori. Il motore diesel da 330 CV azionava un compressore d'aria; questa, compressa andava a saturare il vapore prodotto da una piccola caldaia e con la miscela veniva azionato il motore a vapore della locomotiva.
La prima locomotiva tedesca venne approntata nel 1935 dalla Krauss-Maffei in collaborazione con la MAN e la Voith; si trattava della locomotiva diesel-idraulica V 140.

## Aspetti teorici
Dopo una prima sperimentazione, la tecnica costruttiva delle locomotive termiche si è orientata verso l'uso quasi generalizzato del motore Diesel veloce. Il maggiore problema da affrontare è sempre stato quello della trasmissione del moto dal motore alle ruote a causa della caratteristica meccanica sfavorevole dei motori endotermici in genere. Mentre le locomotive a vapore e quelle elettriche hanno il motore collegato direttamente alle ruote, con un rapporto di trasmissione fisso, quelle termiche richiedono necessariamente l'uso di un convertitore di coppia che determini l'adatto rapporto di trasmissione, oltre che di un sistema di disinnesto, per la trasmissione della potenza erogata alle ruote. Sono stati quindi usati differenti accorgimenti (tipici di alcune scuole), dei quali il più semplice e affidabile è risultato il sistema ibrido diesel-elettrico nel quale il motore endotermico viene accoppiato direttamente ad un generatore elettrico di corrente per alimentare i motori elettrici di trazione. Questo sistema, che elimina del tutto la necessità di cambio e frizione, è stato adottato nella costruzione della massima parte delle locomotive americane nonché di quelle italiane, francesi e inglesi. La scuola tedesca si è orientata invece verso le trasmissioni a fluido, realizzando locomotive diesel idrauliche, e così parte dell'industria nord europea.
Una locomotiva termica è costituita essenzialmente di una cassa, che può essere montata su carro rigido (per le locomotive più vecchie) o a carrelli, entro la quale è ricavato un comparto motore con uno o più motori endotermici e tutte le apparecchiature di raffreddamento, di controllo e ausiliarie:

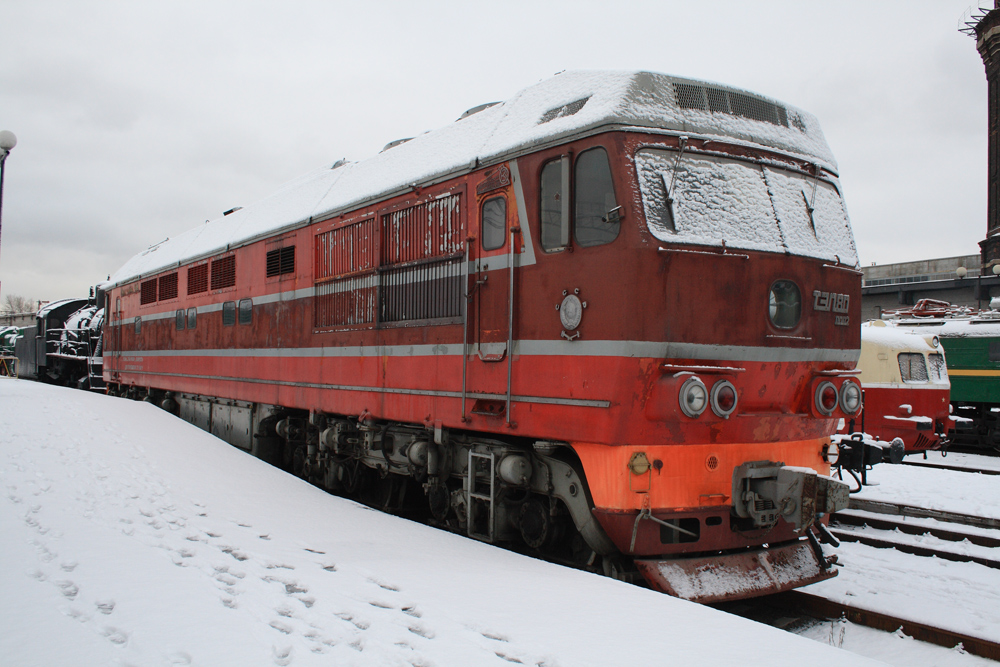
Locomotiva Diesel russa TEP80

- Cassa: è la parte che serve a contenere le apparecchiature, le batterie di bordo, i controlli e le apparecchiature di protezione e di sicurezza. In genere è divisa in tre parti: le due cabine di guida e il comparto motori. Alcune tipologie di locomotive hanno una sola cabina di guida centrale, paracentrale o di estremità e due corpi anteriore e posteriore contenenti le apparecchiature; altre, come ad esempio la locomotiva 245, hanno un solo avancorpo anteriore e la cabina di guida posteriore.
- Carro: è la parte sottostante la cassa che supporta tutte le apparecchiature e poggia tramite sistemi di sospensione adeguati su ruote o carrelli. Sulle traverse di testa trovano posto i respingenti, il gancio di trazione e le condotte pneumatiche ed elettriche di accoppiamento.
- Meccanismo di trasmissione: è l'insieme degli organi meccanici che trasmettono il moto dai motori alle ruote. Può essere di tipo e foggia differenti: a ingranaggi, a bielle e manovelle, ad albero cardanico e per le diesel-elettriche ad asse cavo o ad anello danzante.
- Accessori: sono specifici per ogni categoria di locomotive ma di massima tutte hanno i seguenti: compressore per la produzione dell'aria compressa necessaria ai vari comandi e al sistema frenante; ventilatori e radiatori di raffreddamento dei fluidi dei motori, di solito olio ed acqua; sistemi di misura e controllo dei parametri di funzionamento, tachigrafo e attrezzature varie.

## Tipi di locomotive termiche
Le locomotive a motorizzazione endotermica sono state costruite sia per la trazione dei treni che per l'effettuazione dei servizi di manovra negli scali ferroviari e nei raccordi industriali. Il motivo di elezione sta proprio nella loro versatilità, cioè nelle loro caratteristiche, quali l'immediata disponibilità al servizio senza i lunghi tempi di preparazione delle locomotive a vapore e il loro semplice stazionamento senza necessità di particolare accudienza; inoltre la loro maggiore economicità di utilizzazione su qualunque tipo di linea ferrata senza la necessità di un cospicuo investimento per la costruzione della linea elettrica di alimentazione. Ambedue le categorie, locomotive da treno e locomotive da manovra sono state costruite con vari tipi di trasmissione.
Locomotive a trasmissione meccanica

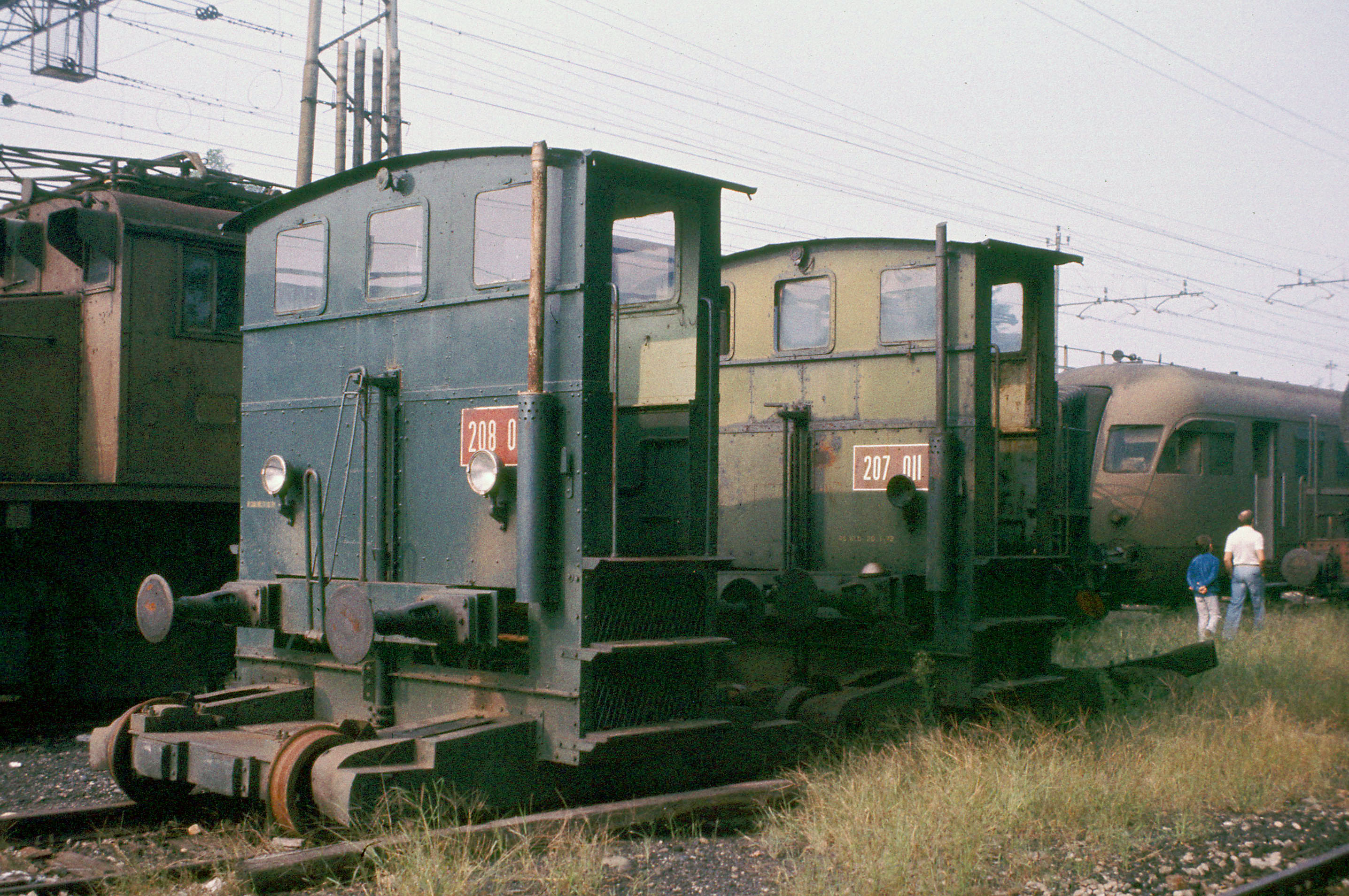
Automotori 208 con trasmissione meccanica a catena

Rientrano in questa categoria le locomotive che trasmettono il moto del motore alle ruote per mezzo di una serie di organi i cui principali sono:
- Organo di distacco: può essere una frizione a secco o a bagno di olio, in genere del tipo multidisco per i mezzi più potenti.
- Convertitore di coppia o cambio ad ingranaggi o epicicloidale a nastro che permette l'adattamento del regime di marcia alla ottimale velocità di rotazione del motore.
- Trasmissione; può essere a biella motrice, a ingranaggi, ad albero cardanico, a catena di trasmissione.
- Ponte riduttore/invertitore; composto da un sistema di ingranaggi che realizza il rapporto di trasmissione e da un sistema meccanico o servoassistito pneumaticamente di inversione del senso di marcia.

### Locomotive a trasmissione elettrica

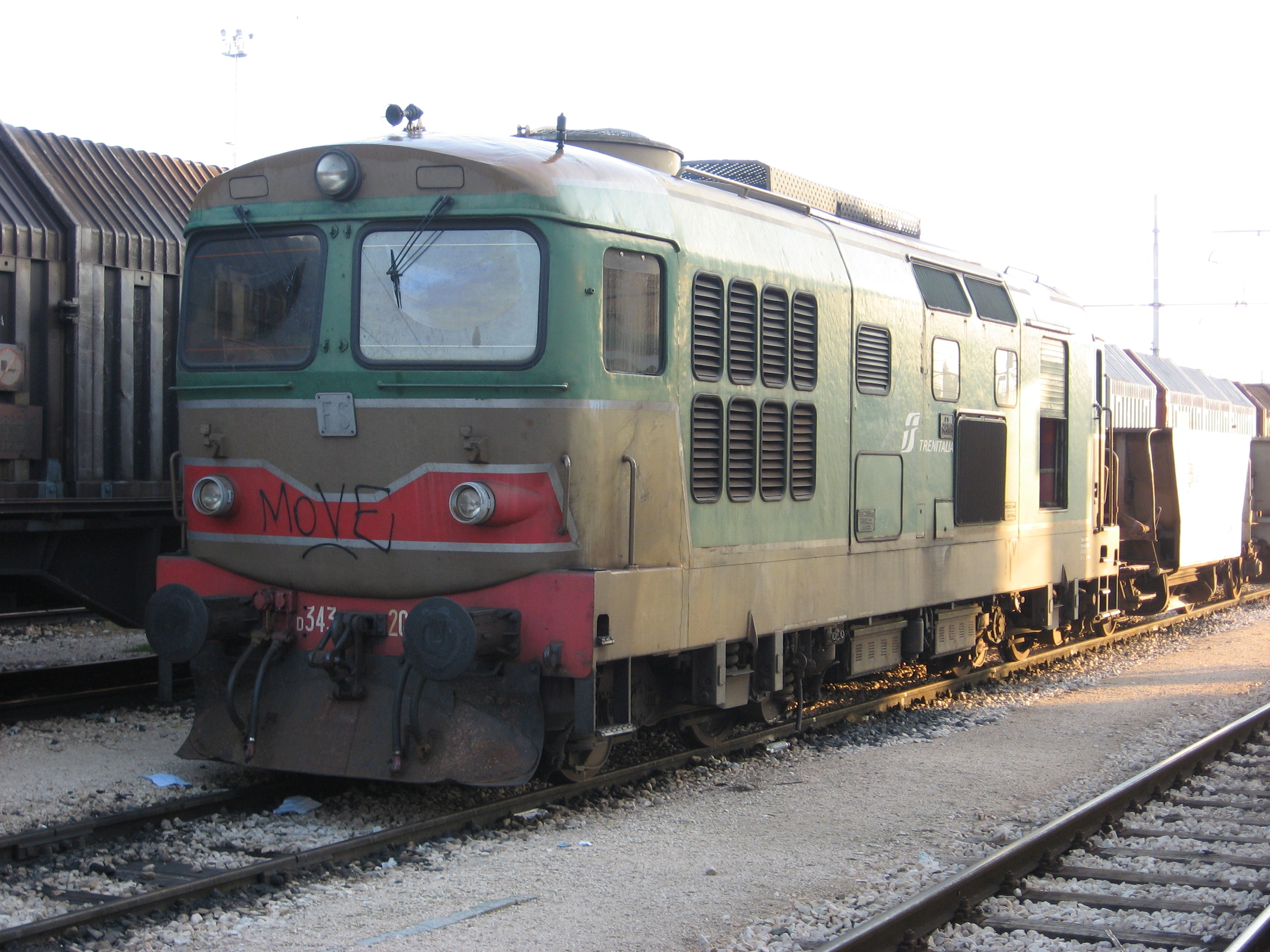
Locomotiva Diesel D.343.

È il tipo di locomotiva che allo scopo di semplificare il sistema di trasmissione della forza di trazione alle ruote, che diviene costruttivamente più critico alle potenze elevate, utilizza il motore termico allo scopo di generare corrente elettrica a bordo, mentre il resto del complesso di trazione è elettrico. Si tratta, semplificando, di una locomotiva elettrica alimentata da un gruppo elettrogeno di grande potenza. Fino agli anni settanta la corrente generata a bordo era continua a tensione dell'ordine dei 1000 volt o poco più, ma l'avvento dell'elettronica di potenza che ha permesso la costruzione di inverter e circuiti di regolazione a frazionamento ha reso più conveniente la generazione di corrente alternata trifase modulabile in tensione e frequenza e l'utilizzazione del più semplice e robusto motore trifase di trazione.
La trasmissione di una locomotiva diesel-elettrica è costituita da:
- Circuito elettrico di trazione a tensione regolabile da zero a un migliaio di volt. Per quello trifase anche a frequenza regolabile.
- Dispositivi di controllo e protezione dei motori dal sovraccarico di corrente
- Motori a corrente continua con eccitazione in serie o motori asincroni trifase.
- Trasmissione meccanica motore-asse a ingranaggi con giunti elastici, ad asse cavo o ad anello danzante.

Per quanto riguarda l'Italia quando a metà degli anni cinquanta le FS si proponevano un importante piano di modernizzazione che prevedeva la progressiva riduzione della trazione a vapore per i treni composti da materiale ordinario sostituendola con motrici diesel vennero valutate due alternative: la trasmissione idromeccanica, con massa ridotta ma a rendimento più basso e con il problema del raffreddamento del fluido presente nel convertitore idraulico, e la trasmissione elettrica, più pesante, ma con rendimento più alto e con la possibilità di sfruttare valori di potenza elevati per tempi più lunghi. Negli USA si stava affermando quella elettrica, mentre in Germania veniva privilegiata quella idraulica. Le FS allora decisero pragmaticamente di metterle a confronto sul campo, e procedette alla progettazione di vari prototipi: sul fronte delle idrauliche furono schierate le D.342, mentre sul fronte opposto si predisposero le diesel-elettriche D.341. I dati raccolti premiarono la soluzione diesel-elettrica, che ebbe anche l’apprezzamento del personale di macchina e mostrò una notevole affidabilità, e così il futuro dei Diesel italiani fu a trazione elettrica. Alla D.341 seguirono la D.343, la D.443, la D.345 e la D.445.

### Locomotive a trasmissione idraulica
Tale tipo di trasmissione è quello scelto dalla scuola tedesca che comprende anche costruttori nord-europei; un esempio molto noto di tali locomotive è la 220 della Ferrovia Federale Tedesca. La costruzione è senz'altro più complessa rispetto ad altri tipi di trasmissione in quanto prevede di massima:

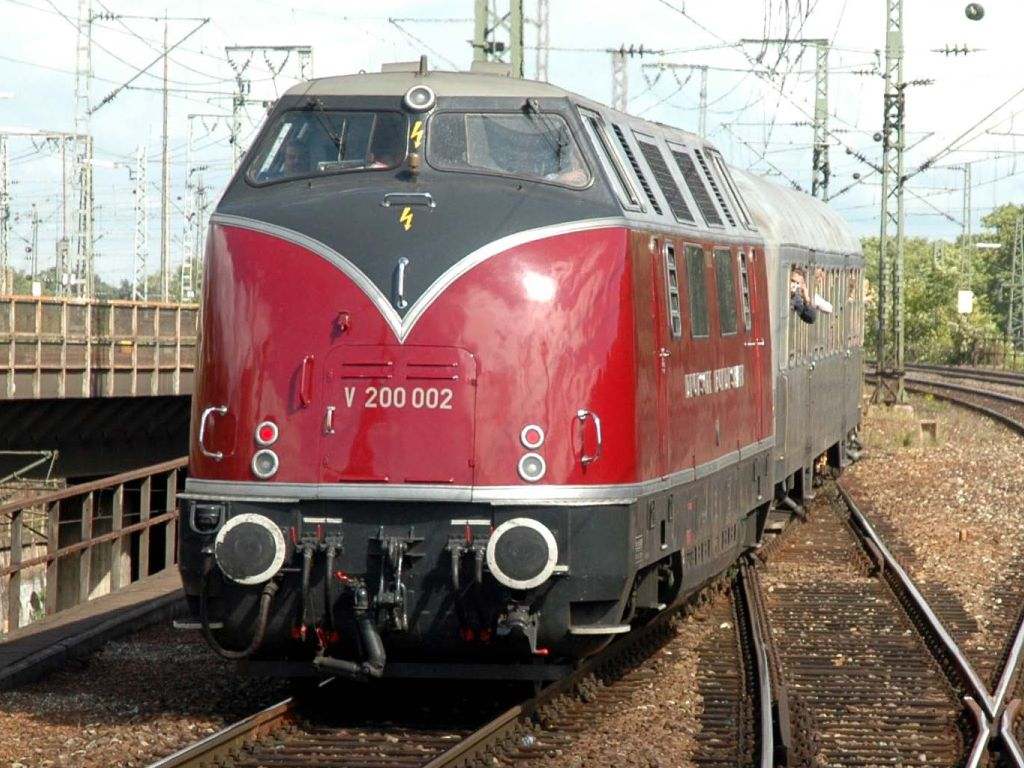
La 220, la classica diesel-idraulica di scuola tedesca

- convertitore di coppia (cambio) idraulico; è concettualmente costituito da una pompa centrifuga, da una turbina e da un distributore collegati in circuito chiuso che utilizzano un fluido adatto. La coppia viene trasmessa dall'albero motore alla pompa e viene trasformata nella turbina in maniera da ottenerne la variazione, graduabile in continuità, all'albero condotto collegato alla girante della turbina. Viene realizzato così un cambio continuo senza interruzioni della trasmissione di potenza a differenza di come, invece, avviene nei cambi meccanici.
- meccanismi di disinnesto del gruppo motore dal gruppo trasmissione.
- alberi di trasmissione (in genere cardanici).
- ponti riduttori e invertitori.

Tali sistemi meccanici richiedono un elevato grado di precisione date le masse rotanti in gioco e le potenze da trasmettere. In Italia è stata principalmente l'Ansaldo a proporre locomotive di tale tipo costruite tuttavia con licenza tedesca; un esempio sono state l'eteregeneo gruppo delle D.342 e la D.442, della quale venne costruito un solo esemplare. Tale sistema in Italia non ha trovato tuttavia seguito ed è stato quasi del tutto abbandonato dall'industria nazionale.